# Formatie van Terwagne
De Formatie van Terwagne is een geologische formatie uit het Carboon in de ondergrond van het zuiden van België en noorden van Frankrijk. De formatie bestaat uit fijngelaagde kalksteen, kalk-breccie, dolosteen en lagen met stromatolieten, oöiden en crinoïden. Ze is genoemd naar het dorp Terwagne in de Belgische provincie Namen.

## Lithologie
De Formatie van Terwagne bestaat hoofdzakelijk uit donkergekleurde, fijngelaagde kalkareniet en -lutiet. Op sommige niveaus in de formatie komen conglomeraten en breccies voor. De matrix van de breccies kan bont van kleur zijn.
In met name het bovenste deel van de formatie komen stromatolieten en/of oöiden en oncolieten voor. Samen met stroomribbels zijn dit aanwijzingen dat de formatie in zeer ondiep kalkrijk zeewater werd gevormd. Fossielen van crinoïden bevestigen deze interpretatie.
De formatie is op sommige plekken sterk verbreccied. Deze breccie wordt de Breccie van de Belle Roche genoemd.

## Voorkomen en stratigrafische relaties
De Formatie van Terwagne behoort tot het midden van het Moliniaciaan, de middelste subetage van het Viséaan. Daarmee is ze ongeveer 338-340 miljoen jaar oud. 
De formatie komt voor in het Synclinorium van Namen, maar ten westen van Namen gaat de formatie lateraal over in de Formatie van Onoz. Verder komt de Formatie van Terwagne voor in de Synclinoria van Dinant en het Verviers. In Frankrijk is de formatie in de ondergrond van de Boulonnais te vinden.
De Formatie van Terwagne ligt in het oosten van het Synclinorium van Namen boven op de Formatie van Longpré of de Formatie van Namen. Boven op de Formatie van Terwagne kan in dit gebied meestal de Formatie van Neffe worden gevonden. 
In het synclinorium van Dinant ligt de Formatie van Terwagne boven op de Formatie van Sovet of, in het oostelijke deel van dit gebied, waar de laatste formatie ontbreekt, boven op de Formatie van Longpré. In dit gebied ligt ze eveneens onder de Formatie van Neffe.
In het Synclinorium van Verviers vormt de Formatie van Terwagne samen met de jongere Formatie van Moha de Groep van Bay-Bonnet. De Formatie van Terwagne ligt in dit gebied boven op de Groep van Bilstain, meestal het dolomiet van de Vesder. De Formatie van Moha is in het gebied boven op de Formatie van Terwagne te vinden.
De Formatie van Terwagne bereikt een maximale dikte van 100 tot 110 meter in de buurt van het stratotype bij het dorp Terwagne. 